# I Feel Love (Good Sensation)
I Feel Love (Good Sensation) è un singolo dance/house della cantante italiana Sabrina Salerno del 2006.

## Descrizione
Ispirato alla canzone di Donna Summer I Feel Love, il brano è stato inizialmente pubblicato come singolo promozionale nell'estate del 2005 sul sito ufficiale della cantante, dove in seguito ha ricevuta una pubblicazione in esclusiva il 27 marzo 2006, tramite la casa discografica Universal Music Italia.
Nonostante l'assenza di promozione che ne ha accompagnato la pubblicazione, il singolo rappresenta il primo passo di Sabrina nel ritorno sulle scene musicali: dopo due anni dall'uscita di questo pezzo ha infatti pubblicato l'album di inediti e remix Erase/Rewind Official Remix.

## Tracce
1. I Feel Love (Good Sensation) (Radio Edit) – 4:22
2. I Feel Love (Good Sensation) (Extended Mix) – 7:00
3. I Feel Love (Good Sensation) (Feel Version) – 7:24
4. I Feel Love (Good Sensation) (Latin Version) – 5:12
5. I Feel Love (Good Sensation) (Dub Version) – 9:00